# راشحيات
الراشحيات (الاسم العلمي: Percolomonadida) هي رتبة من اللجفاوات تتبع طائفة الراشحانية.

## الأجناس
- الراشحة